# American-Airlines-Flug 1420
American-Airlines-Flug 1420 war ein Linienflug vom Internationalen Flughafen Dallas/Fort Worth zum Little Rock National Airport in Arkansas. Am 1. Juni 1999 schoss die McDonnell Douglas MD-82 mit dem Luftfahrzeugkennzeichen N215AA, mit der der Flug durchgeführt wurde, bei der Landung in Little Rock über die Landebahn hinaus. Dabei kamen der verantwortliche Pilot und zehn Passagiere ums Leben.

## Der Unfall

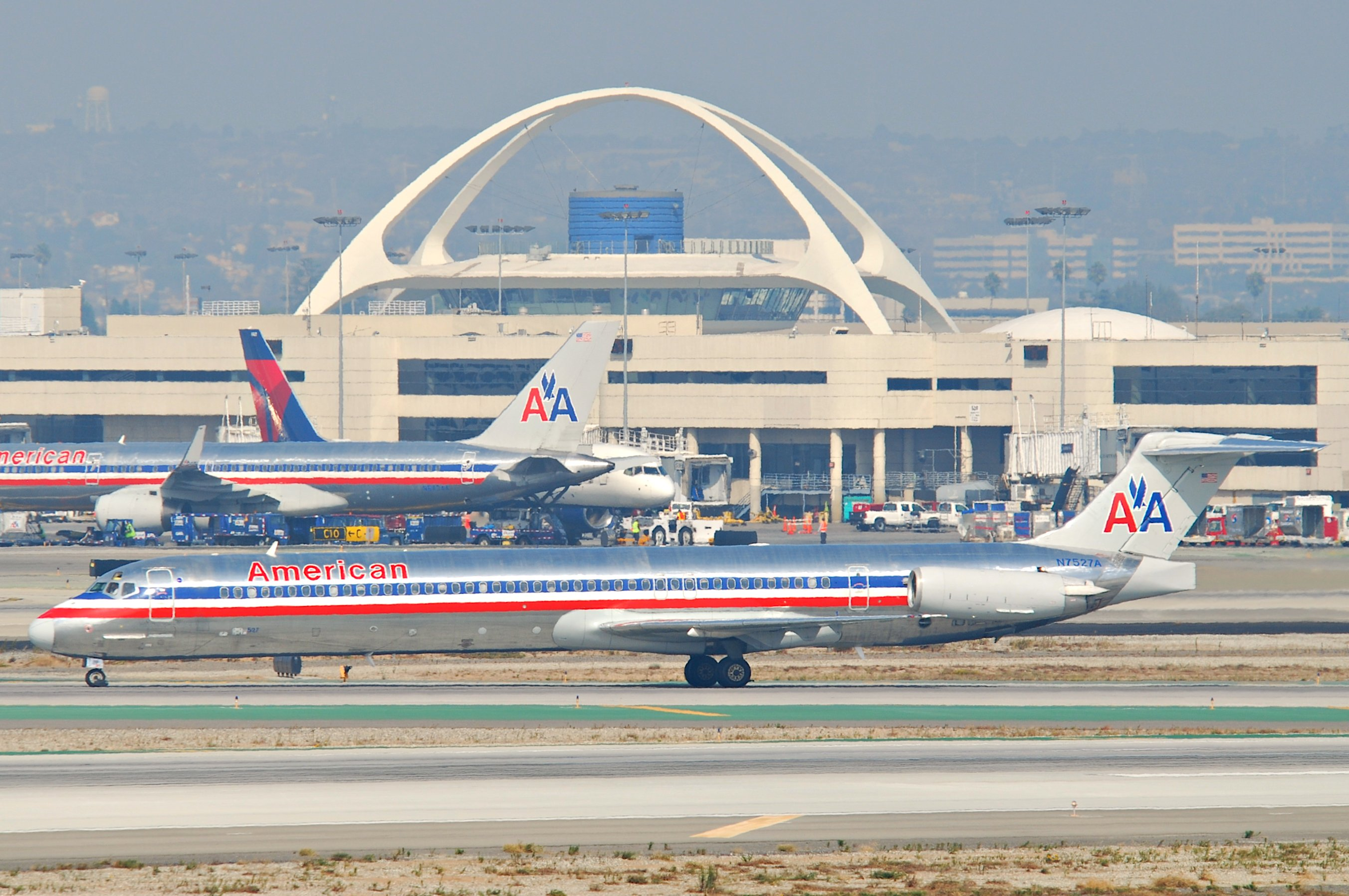
Eine baugleiche Maschine der American Airlines

Verletzungen der Passagiere entsprechend ihrem Platz:
schwarz: tödlich, rot: schwer, gelb: leicht, weiß: keine

Die Piloten des Fluges 1420 waren Kapitän Richard Buschmann, 48, und der Erste Offizier Michael Origel, 35. Buschmann war ein erfahrener Chefpilot der American Airlines mit 10.234 Flugstunden; etwa die Hälfte davon absolvierte er auf der MD-80. Der Erste Offizier Origel flog weniger als ein Jahr für die Airline. Er hatte bis zum Unfall 4.292 Flugstunden absolviert.
Dem Flugunfallbericht des National Transportation Safety Boards zufolge wussten die Piloten von wechselnden Winden und einem sogenannten Wind Shear Alert wegen eines nahenden Gewitters. Ursprünglich wies die Flugsicherung die Piloten an, auf Piste 22L zu landen. Als sich jedoch die Windrichtungen rasch änderten, verlangte Buschmann, auf Piste 4R landen zu können.
Als sich das Flugzeug im Landeanflug zu Landebahn 4R befand, entlud sich ein heftiges Gewitter direkt über dem Flughafen. Die letzten Informationen, welche der Fluglotse an die Piloten weitergab, besagten, dass die Winde aus 330 Grad 28 Knoten betrugen. Dies überschritt das Limit der MD-82 für Seitenwinde und bei nasser Landebahn erheblich. Mit diesem Wissen plus den zwei Wind Shear Alerts hätte der Landeanflug eigentlich abgebrochen werden müssen. Dennoch entschied sich Kapitän Buschmann, die Landung auf 4R fortzusetzen.
Die Aufmerksamkeit der Piloten war durch Ermüdung sowie situativen Stress eingeschränkt, was zu mehreren Fehlern führte. Unter anderem vergaßen sie, die Automatik für das automatische Ausfahren der Störklappen zu aktivieren.
Nach dem Aufsetzen sagte der Erste Offizier: „We’re down. We’re sliding“ (etwa: „Wir sind unten. Wir rutschen“). Weder bemerkten die beiden, dass die Störklappen nicht funktionierten, noch schalteten sie sie manuell ein. Aufgrund dessen hatte das Flugzeug nur etwa 15 % der üblichen Bremskraft. Schließlich verloren die Piloten die Kontrolle über die Maschine.
Das Flugzeug rutschte mit großer Geschwindigkeit bis zum Ende der Landebahn, rammte zunächst einen Sicherheitszaun und schließlich ein stählernes Gerüst, an dem die Pistenbeleuchtung für Piste 22L angebracht war. Es stoppte schließlich am Ufer des Arkansas River.

"After departing the end of the runway, the airplane struck several tubes extending outward from the left edge of the instrument landing system (ILS) localizer array, located 411 feet beyond the end of the runway; passed through a chain link security fence and over a rock embankment to a flood plain, located approximately 15 feet below the runway elevation; and collided with the structure supporting the runway 22L approach lighting system."

„Nach dem Verlassen der Landebahn rammte das Flugzeug einige Röhren, welche vom linken Rand des Lokalisierers des Instrumentenlandesystems (ILS) herausragten, welche sich 411 Fuß hinter der Piste befanden; schoss durch einen Sicherheitszaun und über einen Felsen, welcher sich etwa 15 Fuß unter der Höhe der Piste befand, und kollidierte mit der Beleuchtung von Landebahn 22L.“

Solche Befestigungen sind üblicherweise so ausgelegt, dass sie im Notfall leicht brechen. Dort wurden sie aber am Flussufer errichtet und deshalb fest verankert. In diesem Fall war das fatal, da das Flugzeug beim Aufprall in mehrere große Teile auseinanderbrach und in Brand geriet.
Kapitän Buschmann war auf der Stelle tot, da er von einer Beleuchtungskonstruktion der Piste 22L getroffen wurde. Zudem erlitt der Erste Offizier Origel schwere Verletzungen; außerdem verloren zehn der 139 Passagiere ihr Leben.
Die 14-jährige Rachel Fuller, die schwere Verbrennungen erlitt, starb am 16. Juni, nachdem ihr Bein amputiert werden musste.
Von den Mitgliedern der Kabinencrew erlitten:
- drei schwere Verletzungen
- eines leichte Verletzungen

Von den überlebenden Passagieren erlitten:
- 41 schwere Verletzungen
- 64 leichte Verletzungen
- 24 keine Verletzungen

## Verhalten der Piloten bei Gewittern
Experten des Massachusetts Institute of Technology untersuchten in einer Studie das Landeverhalten von Piloten am Flughafen Dallas/Fort Worth. Das Augenmerk lag darauf, ob die Piloten während eines Gewitters landen. Bei 2000 Flügen, welche während eines Gewitters landen sollten, wurden zwei von drei Flugzeugen durch die Piloten gelandet, nur ein Drittel wurde umgeleitet oder flog Schleifen, bis das Gewitter vorüber war. Die Studie belegte auch eine erhöhte Tendenz zu Landungen während eines Gewitters, wenn der Flug Verspätung hatte, bei Landungen in der Nacht und wenn das voranfliegende Flugzeug in schlechtem Wetter landete. Greg Feith, Chefermittler des NTSB, sagte, er sei vom Verhalten der Piloten überrascht. Die Studie zeigte auch das branchenübliche Verhalten auf, welches zum Unfall des Fluges 1420 führte. Feith fügte hinzu, dass die Piloten möglicherweise an „get there-itis“ (etwa: „Ankomm-itis“) litten, da die Piloten wussten, dass sie dem Ende der erlaubten 14-Stunden-Schicht nahe waren.

## Medien
In der ersten Folge der 1. Staffel der kanadischen Fernsehsendung Mayday – Alarm im Cockpit wurde eine Rekonstruktion des Unfalls in der Episode „Tödliche Eile“ gezeigt.